# Isabella Holland
Isabella Holland (Brisbane, 2 gennaio 1992) è un'ex tennista australiana.

## Biografia
Nel 2007 ha partecipato all'US Open 2007 - Doppio ragazze. 
Nel 2008 al torneo di Wimbledon 2008 - Doppio ragazze insieme a Sally Peers è riuscita ad arrivare fino alla finale dove sono state sconfitte da Polona Hercog e Jessica Moore con il risultato di 3-6, 6-1, 2-6.
L'anno successivo all'Australian Open 2009 - Singolare ragazze è stata eliminata da Elena Bogdan, mentre all'Open di Francia 2009 - Doppio ragazze è arrivata ai quarti in coppia con la connazionale Olivia Rogowska. Ha fatto il suo esordio nel tabellone principale degli Australian Open 2009, grazie ad una wild-card, ma è stata eliminata al primo turno da Anabel Medina Garrigues.
Nel 2016 Isabella Holland ha rischiato la vita a causa di una meningite, per la quale è stata anche posta in coma indotto. Dopo una lunga degenza è rientrata nel circuito.
In carriera ha vinto due titoli ITF nel singolare e tre nel doppio femminile.

## Statistiche ITF

### Singolare

#### Vittorie 2)
| Torneo 100 000 $ (0) |
| Torneo 75 000 $ (0)  |
| Torneo 50 000 $ (0)  |
| Torneo 25 000 $ (1)  |
| Torneo 15 000 $ (1)  |
| Torneo 10 000 $ (0)  |

| N. | Data             | Torneo                                    | Superficie | Avversaria in finale | Punteggio        |
| 1. | 25 aprile 2011   | Karshi Womens, Karshi                     | Cemento    | Tetyana Arefyeva     | 7–5, 6–4         |
| 2. | 9 settembre 2013 | Toowoomba Tennis International, Toowoomba | Cemento    | Zuzana Zlochová      | 2–6, 7–6(8), 6–3 |

## Grand Slam Junior

### Doppio

#### Sconfitte (1)
| Tornei del Grande Slam  |
| ----------------------- |
| Australian Open (0)     |
| Open di Francia (0)     |
| Torneo di Wimbledon (1) |
| US Open (0)             |

| N. | Data          | Torneo                      | Superficie | Compagna    | Avversarie in finale        | Punteggio     |
| 1. | 5 luglio 2008 | Torneo di Wimbledon, Londra | Erba       | Sally Peers | Polona Hercog Jessica Moore | 3-6, 6-1, 2-6 |

## Risultati in progressione
| Sigla | Risultato               |
| ----- | ----------------------- |
| V     | Vincitore               |
| F     | Finalista               |
| SF    | Semifinalista           |
| O     | Oro olimpico            |
| A     | Argento olimpico        |
| SF    | Bronzo olimpico         |
| QF    | Quarti di Finale        |
| 4T    | Quarto turno            |
| 3T    | Terzo turno             |
| 2T    | Secondo turno           |
| 1T    | Primo turno             |
| RR    | Round Robin             |
| LQ    | Turno di qualificazione |
| A     | Assente                 |
| ND    | Non disputato           |

| Legenda superfici    |
| -------------------- |
| Cemento              |
| Terra battuta        |
| Erba                 |
| Superficie variabile |

### Singolare nei tornei del Grande Slam
| Torneo          | 2008 | 2009 | 2010 | 2011 | 2012 | 2013 | 2014 |
| --------------- | ---- | ---- | ---- | ---- | ---- | ---- | ---- |
| Australian Open | A    | 1T   | A    | A    | 1T   | A    | A    |
| Open di Francia | A    | A    | A    | A    | A    | A    | A    |
| Wimbledon       | A    | A    | A    | A    | A    | A    | A    |
| US Open         | A    | A    | A    | A    | A    | A    | A    |

### Doppio nei tornei del Grande Slam
| Torneo          | 2008 | 2009 | 2010 | 2011 | 2012 | 2013 | 2014 |
| --------------- | ---- | ---- | ---- | ---- | ---- | ---- | ---- |
| Australian Open | A    | 1T   | A    | 1T   | 1T   | A    | A    |
| Open di Francia | A    | A    | A    | A    | A    | A    | A    |
| Wimbledon       | A    | A    | A    | A    | A    | A    | A    |
| US Open         | A    | A    | A    | A    | A    | A    | A    |

### Doppio misto nei tornei del Grande Slam
Nessuna partecipazione